# 2次元
2次元（にじげん、二次元）は、空間の次元が2であること。次元が2である空間を2次元空間と呼ぶ。
なおここでいう空間とは、物理空間に限らず、数学的な一般の意味での空間であり、さまざまなものがある（詳細は「次元」を参照）。

## 2次元図形の例
- 平面
  - 多角形
  - 円
- 曲面
  - 球面
  - 二次曲面

## 2次元の例
身近な2次元には、次のようなものがある。
- 画像、絵画、図面、地図などは2次元である。
- ヒトを初め大部分の生物の視覚は2次元である。ただし、両目での立体視により、距離情報がマッピングされた2.5次元情報が得られる。
- 行列はスカラーが2次元に配置されている。
- ライフゲームは2次元セルオートマトンである。
- 複素数は2次元実空間（ガウス平面）上の点で表される。

## 2次元の特徴
2次元には、次のような特徴がある。
- 回転がスカラーで表される唯一の次元数である。
- 正多面体が無限にある唯一の次元数である。

## 転用

Wikipediaの非公式擬人化キャラクターであるウィキペたん

漫画・アニメの架空の登場人物などについては、一部で「2次元」という言い方が多用されている。これはが主に、平面（2次元空間）の絵・画像で描写されているからである。ただキャラクターによってはフィギュアやコスプレなど立体（3次元）での表現をされることも少なくない。
またこの文脈において、アイドル・歴史上の人物などの実在或いは実在していたキャラクターは、それが映像・漫画など平面上で表現される場合であっても「3次元」と呼ばれ、これが「2次元」の対義語とされている。
ちなみに、近年では3D空間における表現にトゥーンレンダリングが登場している。